# Варскен
Варскен или Вазген (Среднеперсидский язык: Vazgēn; род. неизвестно — 482) — иранский князь из рода Михранидов из Гугарка, или Нижней Картли в Грузии, служивший питиахшем (маркграфом) региона с 470 по 482 год. Он был сыном и преемником Аршуши II.
После смерти отца Варскен отправился в сасанидскую столицу Ктесифон и был принят шахиншахом Перозом I (годы правления 459–484), принявшим прежнюю религию семьи — зороастризм. В награду за обращение он получил наместничество Кавказской Албании и женился на дочери Пероза[что?] Святой Шушаник.
Поддерживая свою проиранскую позицию, Варскен пытался заставить свою семью перейти в зороастризм, в том числе свою первую жену Шушаник, что в конечном итоге привело к её мученической смерти от насилия, причиненного её мужем. Его политика была неприемлема для иберийского царя Вахтанга I (годы правления  447/49–502/22), который убил его, а затем восстал против Ирана в 482 году. На смену Варскену пришёл Аршуша III.

## Биография
Варскен был сыном Аршуши II, который был питиахшем (маркграфом) Гугарка , исторической области на Кавказе, первоначально входившей в состав Армянского царства, но подпавшей под власть иберийских царей после сасанидов и римлян разделил Армению в 387 году. Не намного раньше Иберийское царство попало под власть Сасанидов, которые при Шапуре II (годы правления 309–379) посадили Вазар-Бакур II на иберийский трон в 363 году.
Семья Варскенов - Михраниды - при Перозе зарекомендовала себя как питиахши Гугарка приблизительно в 330 году, вытеснив, таким образом, предыдущие гушаридские питиахши. Хотя семья заявляла о своем происхождении от персидских сасанидских правителей Ирана, на самом деле они были ветвью Дома Мехранов, одного из семи великих домов Парфии. При Перозе семья отказалась от своих зороастрийских верований в пользу христианства. Михраниды Гугарка поддерживали тесные отношения с иберийскими царями (также происхождения Михранидов), с которыми они вступали в брак.
Матерью Варскена была Анушврам Арцруни, армянская дворянка из рода Арцруниды, приходившаяся невесткой армянскому военачальнику Амаяку Мамиконяну, самому брату армянского повстанца и мученика Вардана Мамиконяна. Отец Варскена, Аршуша II, был заложником сасанидского двора в Ктесифоне и не мог участвовать в христианском армянском восстании в 451 году, возглавляемом Варданом Мамиконяном. После разгрома армянских повстанцев в аварайрской битва Амаяк Мамиконян был убит в исторической области Тао. Сыновья Амаяка: Ваан Мамиконян, Васак, Вард и Арташес, были затем взяты в заложники и отправлены в Ктесифон, где они встретили Аршушу II. Позже Аршуша смог выкупить им свободу. Затем он освободил сыновей Амаяка и забрал их обратно в Армению вместе с матерью. Позже Аршуша организовал свадьбу своего сына Варскена с Шушаник , дочерью Вардана Мамиконяна.
После смерти Аршуши, Варскен отправился в Ктесифон и был принят сасанидским шаханшахом Перозом I (годы правления  459–484), принявшим прежнюю религию семьи — зороастризм. Он также перешел от христианской иберийской монархии Хосроидов к Сасанидской империи. В награду за обращение он получил наместничество Кавказской Албании и дочь Пероза в браке.
Базилика Болнисского Сиони в Иберии является свидетельством растущего там сасанидского влияния. Она был построен в 478/479 году в южной части страны, попавшей под контроль Михранидов. Иконография базилики демонстрирует иранские черты, а в ее надписи, написанной на древнегрузинском языке, упоминается шаханшах Пероз I. При Варскене и его предшественниках город Цуртави был преобразован в один из резиденций из бидаксата. В отчетах современного иберийского историка Иакова Цуртавели указывается, что Варскен был самостоятельным сувереном и признавал суверенитет шаханшаха только как противовес иберийским царям.
Поддерживая свою проиранскую позицию, Варскен пытался заставить свою семью принять зороастризм, в том числе Шушаник, что в конечном итоге привело к ее мученической смерти от насилия, причиненного ее мужем. Его усилия по зороастризации, по-видимому, ограничивались только усилиями его семьи. Сообщений о попытках обращения его подданных в христианство нет, а главный источник жизни Шушаника — Мученичество Святой царицы Шушаник — не рассматривает мученическую смерть его жены как часть систематического христианского гонения. Его политика была неприемлема для иберийского царя Вахтанга I (годы правления 447/49–502/22), который убил его, а затем восстал против Ирана в 482 году. Варскена сменил Аршуша III.